# 斯特拉斯堡 (伊利諾伊州)
斯特拉斯堡（英語：Strasburg）是位於美國伊利諾伊州謝爾比縣的一個村落。

## 地理
斯特拉斯堡的座標為39°21′05″N 89°37′10″W / 39.35139°N 89.61944°W，而該地最高點為海拔高度197米（即646英尺）。

## 人口
根據2010年美國人口普查的數據，斯特拉斯堡的面積為1.38平方千米，當中陸地面積為1.38平方千米，而水域面積為0.00平方千米。當地共有人口467人，而人口密度為每平方千米338人。